# Zuata
Zuata – miasto w Wenezueli, w stanie Anzoátegui.